# (5445) Williwaw
(5445) Williwaw est un astéroïde de la ceinture principale.

## Description
(5445) Williwaw est un astéroïde de la ceinture principale. Il fut découvert le 7 août 1991 à l'observatoire Palomar par Henry E. Holt. Il présente une orbite caractérisée par un demi-grand axe de 2,55 UA, une excentricité de 0,22 et une inclinaison de 6,1° par rapport à l'écliptique.

## Compléments